# Sophus Hagen
Sophus Albert Emil Hagen (født 3. maj 1842 i København, død 3. april 1929 i Helsingør) var en dansk musikforlægger, musikhistoriker og komponist. Han var fader til arkitekten G.B. Hagen.
Fra 1860 studerede han jura nogle år, men helligede sig også musikstudier med blandt andre Johan Christian Gebauer. I årene 1869-1879 ejede og drev han Horneman & Erslevs musikhandel med tilhørende forlag. Derefter levede han som en økonomisk uafhængig musikhistoriker og komponist, blandt andet i lange perioder i Rapallo i Italien. En tid var han dog musiklærer ved Den Franske Skole i København.
Sammen med sin ven Carl Frederik Bricka var han i bestyrelsen for Cæciliaforeningen, hvor han også traf sin kone og som inspirerede ham til at beskæftige sig med musikhistorien. De to var bl.a. fælles om at udgive nogle af de værker, som Cæciliaforeningen havde på repertoiret. Senere medvirkede han som bidragyder til Brickas hovedværk, Dansk biografisk Leksikon. Han var også med i ledelsen af Samfundet til udgivelse af dansk musik fra starten og sammen med Angul Hammerich med til at starte Musikhistorisk Museum.

## Musik
Hagens musik er for det meste en- og flerstemmige sange med eller uden akkompagnement, og de fleste henligger utrykt.
- Røverbruden (parodisk operette 1860)
- 8 hæfter med sange
- 4 hæfter flerstemmige sange
- 7 mindre kantater skrevet til Den Franske Skole i København
- 3 værker for damestemmer og klaver eller strygeorkester.
- Børnenes Musik : Sange, Lege og Danse fra en børnekreds, samlede af en Moder : Med 6 Billeder, tegnede af Pietro Krohn 148 børnesange og sanglege (1870 og frem til 1927 udkommet i 22 oplag. Genudgivet så sent som 1971)
- En lang række klaverarrangementer af andres musik
- Transskriberinger af ældre musik til nutidig nodeskrift
- 140 folkeviser fra forskellige lande for sopran, alt og baryton med klaver